# Lakische Sprache

Lakisch (Nr. 2) im Umfeld der Nordostkaukasischen Sprachfamilie

Lakisch (auch Lakkisch; Eigenbezeichnung лакку маз lakku maz) ist eine Sprache, die von ca. 120.000 Menschen gesprochen wird.
Die Sprecher des Lakischen, die Laken, leben vorwiegend in der autonomen Republik Dagestan (Russische Föderation), kleine Gruppen gibt es auch in Aserbaidschan und Georgien.
Sie gehört innerhalb der Sprachfamilie der Dagestanischen Sprachen zur lakisch-darginischen Gruppe (s. auch Darginische Sprache). Im Vergleich zu anderen dagestanischen Sprachen ist das Lakische nur wenig in Dialekte zersplittert, diese sind außerdem untereinander verständlich.

## Schrift
Bis 1928 wurde die arabische Schrift verwendet, dann stellte man auf die Lateinschrift um. Seit 1938 wird Lakisch in kyrillischer Schrift geschrieben, wobei die zahlreichen Laute des Lakischen häufig durch zwei Buchstaben (Digraphe) wiedergegeben werden. Dabei kommt auch das Sonderzeichen I (russisch Palotschka genannt) zur Anwendung. Basis der Schriftsprache ist der kumuchische Dialekt, der Hauptdialekt dieser Sprache.
Modernes lakische alphabet:
| А а   | Аь аь | Б б   | В в   | Г г   | Гъ гъ     | Гь гь | Д д   |
| Е е   | Ё ё   | Ж ж   | З з   | И и   | Й й       | К к   | Къ къ |
| Кк кк | Кь кь | КӀ кӀ | Л л   | М м   | Н н       | О о   | Оь оь |
| П п   | Пп пп | ПӀ пӀ | Р р   | С с   | Сс сс     | Т т   | Тт тт |
| ТӀ тӀ | У у   | Ф ф   | Х х   | Хх хх | Хьхь хьхь | Хъ хъ | Хь хь |
| ХӀ хӀ | Ц ц   | Цц цц | ЦI цІ | Ч ч   | Чч чч     | ЧӀ чӀ | Ш ш   |
| Щ щ   | Ъ ъ   | Ы ы   | Ь ь   | Э э   | Ю ю       | Я я   |       |

## Grammatik
Lakisch hat neben anderen Nordostkaukasischen Sprachen eine besonders komplizierte Grammatik, darunter etwa 40 Nominal-Kasus (Fälle), darunter der Absolutiv und Ergativ, Genitiv, Dativ u. v. a. Aber weit über die Hälfte der Kasus sind lokativisch. Beispiele: ҝъатта (qata) „das Haus“; ҝъатлух (qatlu-x) „hinter dem Haus“; ҝъатлухун (qatlu-x-un) „hinter das Haus“; ҝъатлухунмай (qatlu-x-unmaj) „in Richtung auf die Rückseite des Hauses“; ҝъатлухух (qatlu-x-ux) „hinter dem Haus vorbei“; ҝъатлуха(ту) (qatlu-x-a(tu)) „hinter dem Haus hervor“; ҝъатлуву (qatlu-w-u) „in dem Haus“; ҝъатлувун (qatlu-w-un) „in das Haus“; ҝъатлувунмай (qatlu-w-unmaj) „in Richtung auf das Innere des Hauses“; ҝъатлувух (qatlu-w-ux) „durch das Innere des Hauses“; ҝъатлува(ту) (qatlu-w-a(tu)) „aus dem Haus heraus“.

## Textprobe
Ингилиснал ва Фpaнциянал дянивсса ттуршшинал дяъви къуртал хъусса шиналва байбивхъусса, зувира шинай ялагу лахъи лавгсса ЯтIул тIутIул ва КIяла тIутIул цIанийсса ва цаймигу мукунма паччахIнал тажрал ялув буллай бивкIсса дяъвирду 1485 шинал къуртал хьуссар. ЯтIул тIутIи му Ланкастерхъал тухумрал, КIяла тIутIи Йоркхъал тухумрал лишанну диркIссар. [...]